# گلیز ۷۵۲
گلیز ۷۵۲ یک ستاره است که در صورت فلکی عقاب قرار دارد.